# Zygoneura zygoneura
Zygoneura zygoneura är en tvåvingeart som först beskrevs av Samuel Wendell Williston  1896.  Zygoneura zygoneura ingår i släktet Zygoneura och familjen sorgmyggor. Inga underarter finns listade i Catalogue of Life.